# Gemengd kiesstelsel
Een gemengd kiesstelsel is een stelsel waarbij zowel elementen van een meerderheidsstelsel als van evenredige vertegenwoordiging worden gebruikt om zetels in een wetgevende macht te verkiezen. Dit betekent vaak dat lokale vertegenwoordiging  (meestal enkelvoudige kiesdistricten) gecombineerd wordt met regionale vertegenwoordiging (meervoudige kiesdistricten) of nationale vertegenwoordiging (nationaal kiesdistrict).

Landen die een gemengd kiesstelsel gebruiken om het lagerhuis of parlement te kiezen.

Gemengde kiesstelsels kunnen onderverdeeld worden in twee hoofdgroepen: evenredig en majoritair. De evenredige kiesstelsels streven verkiezingsuitslagen na die op nationaal niveau evenredig te noemen zijn. Majoritaire kiesstelsels zonder compensatie behouden de onevenredigheden die ontstaan door de zetels die verkozen worden via een meerderheidsstelsel. Deze stelsels worden ook wel semi-evenredig genoemd.
De bovengenoemde tweedeling gaat echter lang niet altijd op. Sommige landen hebben meerdere componenten van kiesstelsels die naast elkaar bestaan en elk op verschillende kiezers van toepassing zijn. Kiesstelsels die uitzonderlijke combinaties van kiesstelsels hebben worden ook wel supergemengde kiesstelsels genoemd.

## Gemengd evenredig
Dit kiesstelsel beoogt een verkiezingsuitslag op te leveren die evenredig is op nationaal niveau. Om dit voor elkaar te krijgen mogen kiezers twee stemmen uitbrengen: één voor een kandidaat in hun enkelvoudige kiesdistrict en één voor een landelijke partij. Eerst worden de districtszetels verdeeld in de kiesdistricten, wat meestal volgens het meerderheidsstelsel plaatsvindt. Vervolgens wordt een correctiemechanisme toegepast waarbij de zetelverdeling zoveel mogelijk wordt aangepast om een evenredige vertegenwoordiging te waarborgen op nationaal niveau. Partijen die minder zetels winnen in de districten krijgen dus vereffeningszetels op basis van hun landelijke stempercentage. 
Dit systeem voorkomt dat een partij die veel kiesdistricten wint oververtegenwoordigd raakt in het parlement, zorgt voor een sterke balans tussen lokale en landelijke vertegenwoordiging en biedt kleinere partijen meer kans op parlementaire representatie.

### Duitsland
Duitsland gebruikt sinds 1949 een gemengd evenredig stelsel. Kiezers brengen twee stemmen uit: een "eerste stem" voor een districtskandidaat en een "tweede stem" voor een partij. De tweede stem is bepalend voor de uiteindelijke zetelverdeling in de Bondsdag. De districtkandidaten worden gekozen via een meerderheidsstelsel, maar er worden vereffeningszetels toegekend om de zetelverdeling op basis van de tweede stem evenredig te maken.

### Nieuw-Zeeland

In Nieuw-Zeeland worden de districtszetels 'electorate seats' genoemd en de landelijke vereffeningszetels list seats'.

Nieuw-Zeeland voerde in 1996 na een referendum een gemengd evenredig kiesstelsel in. Kiezers hebben twee stemmen: een voor een lokale vertegenwoordiger in hun kiesdistrict en een voor een politieke partij. Net als in Duitsland wordt het aantal zetels van partijen uiteindelijk bepaald door de partijstemmen. De landelijke lijstzetels worden gebruikt om de uiteindelijke verdeling evenredig te maken.

### Wales en Schotland (Verenigd Koninkrijk)
In zowel Wales als Schotland wordt een variant toegepast voor de verkiezing van hun parlementen. Kiezers stemmen zowel op een kandidaat in een enkelvoudig district als op een partij voor een regionale kieskring. Na de toewijzing van de districtszetels worden aanvullende zetels toegekend om de totale zetelverdeling meer evenredig te maken.

### Zuid-Afrika
Hoewel Zuid-Afrika geen traditioneel gemengd kiesstelsel kent, wordt er wel gebruikgemaakt van een systeem met een sterke nadruk op evenredige vertegenwoordiging, waarbij kiezers zowel stemmen op nationale als provinciale kieslijsten. Hierdoor is er sprake van compensatie tussen verschillende kiesniveaus, wat de kans op evenredigheid vergroot. Dit is vooral bedoeld om de diverse bevolkingsgroepen van het land evenwichtig te vertegenwoordigen.

## Gemengd majoritair
Bij gemengd majoritaire kiesstelsels vinden er parallel verkiezingen plaats. De parlementszetels worden op deze manier verdeeld over twee afzonderlijke stelsels: een deel van de zetels wordt toegekend via een meerderheidsstelsel en een ander afzonderlijk deel via evenredige vertegenwoordiging. De twee systemen werken naast elkaar, zonder dat er sprake is van compensatie. Dit betekent dat er geen correctie wordt uitgevoerd om de zetels op evenredige basis te verdelen.
Omdat er geen compensatiemechanisme is, profiteren grotere partijen die veel districten winnen van een disproportionele zetelverdeling, wat vaak resulteert in een zetelbonus voor de winnende partij. Dit systeem wordt door critici gezien als een manier om de zittende regering een oneerlijk voordeel te geven. Het kan bovendien leiden tot een parlementaire meerderheid die slechts minderheid van de bevolking vertegenwoordigt.

### Italië
Italië heeft een parallel kiesstelsel waarbij ongeveer een derde van de parlementsleden wordt gekozen via een meerderheidsstelsel in enkelvoudige kiesdistricten, terwijl de overige zetels worden verdeeld via evenredige meervoudige kiesdistricten. Er is geen compensatiemechanisme: de twee systemen opereren gescheiden van elkaar wat semi-evenredige verkiezingsuitslagen oplevert.

### Hongarije
Hongarije gebruikt sinds 2012 een gemengd kiesstelsel zonder compensatie, waarin ongeveer de helft van de leden van het parlement wordt gekozen via een meerderheidsstelsel in districten, en de andere helft via evenredige vertegenwoordiging. 

### Georgië

Bij de verkiezingen in Georgië van 2016 werden 77 zetels verkozen via een nationaal kiesdistrict terwijl parallel daaraan 73 ingevuld werden door enkelvoudige kiesdistricten. De regerende partij behaalde een grondwettelijke meerderheid van >75% door bijna alle districten te winnen op een proportionele stem van 48,7%.

Georgië kende sinds haar eerste verkiezingen in 1990 voor het parlement een gemengd kiesstelsel, waarbij een deel via enkelvoudige kiesdistricten en een deel via een nationaal kiesdistrict werd verkozen. Door de jaren heen zijn de verhoudingen tussen deze beiden regelmatig gewijzigd, laatstelijk voor de parlementsverkiezingen van 2020. Ook voor de gemeenteraden heeft Georgië een dergelijk gemengd stelsel.
Er was geen compensatiemechanisme, waardoor met name regeringspartijen die de kiesdistricten wonnen een zetelbonus kregen die niet evenredig was met hun landelijke stempercentage. Dat gebeurde het meest extreem in de verkiezingen van 2008 in het voordeel van de Verenigde Nationale Beweging en in 2016 voor Georgische Droom. In beide gevallen verkregen de regerende partijen een grondwettelijke meerderheid (75%) door vrijwel alle districtszetels te winnen, bijna de helft van het parlement. De disproportionaliteit hiervan werd in 2016 geïllustreerd toen Georgische Droom 48,7 procent van de stemmen kreeg. Daarnaast viel 19% van de evenredige stemmen weg door de kiesdrempel van 5%.
Meteen na die verkiezing werden voorbereidingen getroffen voor een geheel evenredig stelsel met een nationaal kiesdistrict, wat uiteindelijk met ingang van de verkiezingen van 2024 ingevoerd werd. Voor de verkiezing van gemeenteraden bleef een gemengd systeem van kracht. In 2025 werd daarin het gewicht van districten weer vergroot nadat dit in 2021 nog was verlaagd. Ook werd de drempel voor districtswinst verwijderd, waardoor het tweerondensysteem kwam te vervallen.